# Bulbophyllum bidentatum
Bulbophyllum bidentatum là một loài phong lan thuộc chi Bulbophyllum.